# Origanates
Origanates rostratus es una especie de araña araneomorfa de la familia Linyphiidae. Es el único miembro del género monotípico Origanates.

## Distribución
Es un endemismo de los Estados Unidos.